# Liber decimationis
Der Liber decimationis (deutsch: Zehntbuch) des Bistums Konstanz ist ein zum Zweck der Einziehung eines päpstlichen Kreuzzugszehnts 1275 auf Latein angelegtes Amtsbuch, das einen weitgehend vollständigen Überblick über die damals bestehenden Pfarreien und Klöster des Bistums vermittelt. Es liegt nur in einer unter Bischof Rudolf III. von Montfort (1322–1334) erstellten Abschrift vor.
Sehr viele südwestdeutsche und Schweizer Gemeinden werden im Liber decimationis erstmals erwähnt. Bis zum Jahr 2001 musste man die alte Ausgabe von Wendelin Haid Liber decimationis cleri Constanciensis pro Papa de anno 1275 im Freiburger Diözesan-Archiv 1 (1865) heranziehen.